# Impatiens bracteata
Impatiens bracteata är en balsaminväxtart som beskrevs av Henry Thomas Colebrooke och William Roxburgh. Impatiens bracteata ingår i släktet balsaminer, och familjen balsaminväxter. Inga underarter finns listade i Catalogue of Life.